# لوخنیتسه
لوخنیتسه (به چکی: Lochenice) یک منطقهٔ مسکونی در جمهوری چک است که در ناحیه هرادتس کرالووه واقع شده‌است. لوخنیتسه ۵۴۰ نفر جمعیت دارد.